# Miłosz Szczepański
Miłosz Szczepański (Nowy Sącz, Polonia, 22 de marzo de 1998) es un futbolista polaco que juega de centrocampista en el Warta Poznań de la Ekstraklasa, cedido del Lechia Gdańsk.

## Carrera
Miłosz Szczepański comenzó en las categorías inferiores del Dunajec Nowy Sącz de su ciudad natal, trasladándose al Legia de Varsovia en 2013. Dos años más tarde debutó en el equipo filial, planeando ser el sustituto de Ondrej Duda, recientemente transferido al Hertha de Berlín. Su primer partido con el Legia tuvo lugar en 2017, aunque la falta de minutos motivó su regreso a la cantera, donde disputó la UEFA Youth League. En enero de 2018 se marchó vendido al Raków Częstochowa de la I Liga. Tras contribuir en el ascenso del club, en 2021 fichó por el Lechia Gdańsk, aunque en las siguientes dos temporadas jugó como cedido en el Warta Poznań, también de la máxima categoría del fútbol polaco.

## Palmarés

### Títulos nacionales
| Título          | Club              | País    | Año  |
| --------------- | ----------------- | ------- | ---- |
| Copa de Polonia | Raków Częstochowa | Polonia | 2021 |